# Список кораблей Азовского флота

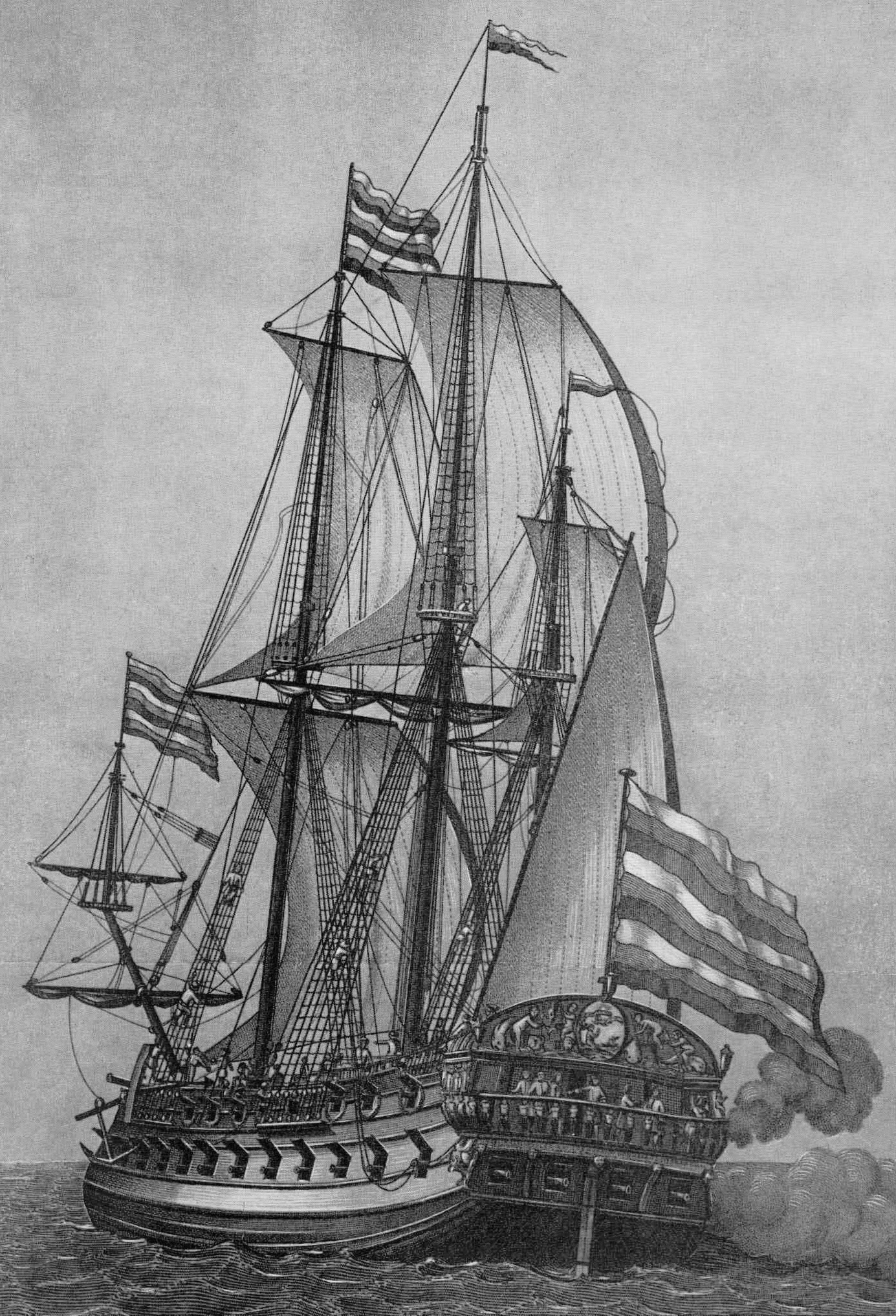
Корабль «Гото Предестинация»

В связи с подготовкой Петра I к военным действиям против Османской империи к концу XVII века возникла необходимость в строительстве регулярного русского военно-морского флота (Азовского флота). 
20 (30) октября 1696 года в Воронеже и приписанных населённых пунктах был впервые в истории России создан регулярный Российский военный флот. C 1696 года по 1711 год было построено около 215 кораблей. Благодаря этому флоту удалось завоевать крепость Азов, а впоследствии подписать мирный договор с Турцией для начала войны со Швецией.
На верфях Воронежского адмиралтейства строились линейные корабли, галеры, яхты и другие. На галере «Принципиум» во время второго Азовского похода Пётр I создал первый военно-морской устав России — «Устав по галерам». 27 апреля (8 мая) 1700 года на Воронежской верфи был спущен на воду корабль «Гото Предестинация» — первый российский линейный корабль и первый корабль IV ранга по европейской классификации начала XVII века, созданный в России без участия иностранных специалистов. Корабль получил имя — Гото Предестинация (с лат. — «Божье Предопределение»). На судне был поднят трёхцветный флаг с Андреевским крестом, освящённый в Адмиралтейской церкви (бывшей Успенской). Существуют мнения, что этот флаг был первым утверждённым военно-морским флагом России.
Список кораблей Азовского флота основан на традиционной классификации истории его строительства : строительство кораблей для участия во втором Азовском походе 1696 года, строительство кумпанствами и государственное строительство.

## Строительство флота для участия во втором Азовском походе

### Корабли Азовского флота (1695—1696)
| Наименование  | Верфь       | Корабельный мастер | Заложен           | Спущен на воду      | Экипаж | Число орудий | Вывод из строя | История службы |
| ------------- | ----------- | ------------------ | ----------------- | ------------------- | ------ | ------------ | -------------- | --- |
| Апостол Пётр  | Воронежская |                    | В марте 1696 года | 26 апреля 1696 года |        | 36           | 1710           | 28 апреля этого года отправился к Азову. Во время осады Азова находился в Новосергеевске. Корабль достраивался на плаву. В 1699 году участвовал в Керченском походе, сопровождая русского посла Украинцева. Капитаном в походе был Андрей Фогт. В 1710 году был выведен из строя. |
| Апостол Павел | Воронежская |                    | В марте 1696 года |                     |        | 36           | 1710           | В описных документах сообщается о нахождении корабля в Азове в 1698 году. В 1710 году при осмотре кораблей в Азове оказался гнилым и для ремонта негоден. |

### Галеры Азовского флота (1695—1696)
| Наименование                                | Верфь                                  | Заложен | Спущен на воду | Число орудий | Число банок | Вывод из строя | История службы |
| ------------------------------------------- | -------------------------------------- | ------- | -------------- | ------------ | ----------- | -------------- | --- |
| «Галера адмирала Лефорта»                   | В Голландии Преображенская Воронежская | 1694    |                | 3            |             |                | Части галеры построены в Голландии в 1694 году. В 1695 года в разобранном состоянии на корабле доставлена в Архангельск. В феврале 1696 года перевезена в Воронеж, где была собрана и 3 мая отправлена в Азов. Во время осады Азова на ней находился флаг Ф. Я. Лефорта. |
| Галера вице-адмирала Ю. С. Лимы (1695—1696) | Преображенская Воронежская             | 1696    |                | 4            | 28          |                | Галера заложена в Преображенском в 1695 году. В феврале 1696 года галера перевезена в Воронеж, где была собрана и отправлена в Азов для осады крепости. |
| Галера капитана Роберта Брюса (1696)        | Преображенская Воронежская             | 1696    |                |              |             |                | |
| Галера капитана Якова Брюса                 | Преображенская Воронежская             | 1696    |                |              |             |                | |
| Галера капитана А. Быковского               | Преображенская Воронежская             | 1696    |                |              |             |                | |
| Галера капитана А. Вейде                    | Преображенская Воронежская             | 1696    |                | 3            | 28          |                | |
| Галера капитана А. Гасениуса                | Преображенская Воронежская             | 1696    |                | 3            | 34          |                | |
| Галера капитана А. А. Гротта                | Преображенская Воронежская             | 1696    |                | 3            | 34          |                | |
| Галера капитана Д. Инглиса                  | Преображенская Воронежская             | 1696    |                | 3            | 32          |                | |
| Галера капитана П. Кунингама                | Преображенская Воронежская             | 1696    |                | 4            | 32          |                | |
| Галера шаутбенахта Б. Е. де Лозиер          | Преображенская Воронежская             | 1696    |                | 3            | 30          |                | |
| Галера капитана А. Олешева                  | Преображенская Воронежская             | 1696    |                | 3            | 36          |                | |
| Галера капитана Б. Пристава                 | Преображенская Воронежская             | 1696    |                | 3            | 28          |                | |
| Галера капитана князя Н. И. Репнина         | Преображенская Воронежская             | 1696    |                | 3            | 36          |                | |
| Галера капитана князя И. Ю. Трубецкого      | Преображенская Воронежская             | 1696    |                | 5            | 34          |                | |
| Галера капитана Ф. Буларта                  | Преображенская Воронежская             | 1696    |                | 3            | 34          |                | |
| Галера капитана И. Хотунского               | Преображенская Воронежская             | 1696    |                | 4            | 36          |                | |
| Галера капитана И. Шмидта                   | Преображенская Воронежская             | 1696    |                | 6            | 38          | 1697           | В 1697 году галера затонула около Черкаска. |
| Принципиум                                  | Преображенская Воронежская             | 1696    |                | 3            |             |                | На галере Пётр I составил первый военно-морской устав России — «Устав по галерам». |

### Брандеры
| Наименование                  | Верфь                       | Корабельный мастер | Заложен                                 | Спущен на воду | Экипаж | Общее число орудий | Вывод из строя |
| ----------------------------- | --------------------------- | ------------------ | --------------------------------------- | -------------- | ------ | ------------------ | -------------- |
| Брандера князя Черкаского     | Преображенская, Воронежская |                    | в конце 1695 года в селе Преображенское |                | 26     | 2                  |                |
| Брандера князя Черкаского     | Преображенская, Воронежская |                    | в конце 1695 года в селе Преображенское |                | 28     | 3                  |                |
| Брандера Велико-Гагина        | Преображенская, Воронежская |                    | в конце 1695 года в селе Преображенское |                |        |                    |                |
| Брандера Лобанова-Ростовского | Преображенская, Воронежская |                    | в конце 1695 года в селе Преображенское |                |        |                    |                |
| Брандера капитана Леонтьева   | Преображенская, Воронежская |                    | в конце 1695 года в селе Преображенское |                |        |                    |                |

## Строительство кумпанствами (1697—1704)

### Корабли Азовского флота (1697—1704)
| Наименование                         | Верфь       | Корабельный мастер             | Заложен | Спущен на воду | Экипаж | Число орудий | Вывод из строя | История службы |
| ------------------------------------ | ----------- | ------------------------------ | ------- | -------------- | ------ | ------------ | -------------- | --- |
| Разжённое железо (Гит ейзер)         | Воронежская | Голландский мастер Выбе Геренс | 1697    |                | 135    | 36           | 1710           | Девиз — «Надлежит трудиться пока время есть». 7 апреля 1702 года переведён из Воронежа на устье. 14 апреля того же года отправлен в Азов под командованием капитана Луки Стеля. 15 июля 1703 года под командою того же капитана Корабль ходил в урочище Берды за солью, а 30 июня 1706 года — под командованием капитана Генриха Нанина. В 1710 году был осмотрен в Таганроге и признан не годен к дальнейшей службе. |
| Святой Георгий                       | Воронежская | Голландский мастер             | 1697    |                | 430    | 66           |                | 7 апреля 1702 года корабль был переведён из Воронежа на устье под командованием капитана Луки Демьянова, и в том же году отправлен в Азов. 30 июня 1706 года «Святой Георгий» ходил в урочище Берды за солью под командованием капитана Луки Стеля, откуда вернулся обратно 26 августа. В 1709 году Пётр I приказал этот корабль навсегда. В 1710 году находился в Азове на берегу для ремонта.                       |
| Крепость                             | Паншинская  |                                |         |                |        | 52           | 1709           | В мае 1699 был назначен для доставки в Турцию русского посла, думного дьяка Е. И. Украинцева. В мае 1709 был издан указ Петра I о сохранении корабля «для славы, что был в Константинополе», был вытащен на берег. В 1711 пришел в негодность и был оставлен в Азове при сдаче города туркам в соответствии с условиями Прутского мирного договора.                                                                   |
| Скорпион                             | Паншинская  | И. Юрьев                       | 1699    |                |        | 52           |                | Участвовал в Керченском походе 1699. |
| Флаг                                 | Паншинская  |                                | 1699    |                |        | 52           | 1709           | В 1699 г. пришел в Азов, но не был допущен в плавание по техническому состоянию. В 1709 сгорел до ватерлинии и был разобран. |
| Золотая Звезда (Дегоудестарн, Штарн) | Паншинская  | И. Томас                       | 1699    |                |        | 52           | 1709           | В 1699 г. пришел в Азов, но не был допущен в плавание по техническому состоянию. Разобран в 1709 в Азове. |

### Галеры (1697—1704)
| Наименование                             | Верфь                      | Заложен | Спущен на воду | Число банок | Число орудий | Вывод из строя | История службы |
| ---------------------------------------- | -------------------------- | ------- | -------------- | ----------- | ------------ | -------------- | -------------- |
| Ветер                                    | Преображенская Воронежская | 1699    |                |             |              |                |                |
| Заячий бег                               | Преображенская Воронежская | 1699    |                |             |              |                |                |
| Золотой орёл                             | Преображенская Воронежская | 1699    |                |             |              |                |                |
| Периная тягота                           | Преображенская Воронежская | 1699    |                |             |              |                |                |
| Без наименования постройки Класа         | Преображенская Воронежская | до 1704 |                |             |              |                |                |
| Без наименования постройки Я. Моро       | Преображенская Воронежская | до 1707 |                |             |              |                |                |
| Без наименования постройки Я. Я. Янемана | Преображенская Воронежская | до 1704 |                |             |              |                |                |

### Кумпанскиекорабли-баркалоныАзовского флота (1697—1699)
| Наименование                       | Кумпанство                                                                                        | Верфь             | Корабельный мастер                                                                                       | Заложен | Спущен на воду      | Экипаж | Число орудий | Вывод из строя                   | Девиз                        | История службы |
| ---------------------------------- | ------------------------------------------------------------------------------------------------- | ----------------- | --- | ------- | ------------------- | ------ | ------------ | -------------------------------- | ---------------------------- | --- |
| «Колокол»                          | Казанского митрополита                                                                            | Воронежская       | Голландец Класс Кок                                                                                      | 1697    | в декабре 1697 года | 180    | 46/42        | В 1710 году, под селом Трушкиным | «Звон его не для него»       | Корабль заложен в сентябре 1697 года в Воронеже. В апреле 1702 года переведён из Воронежа к устью. |
| «Лилия»                            | Вологодского архиепископа                                                                         | Воронежская       | Голландец Питер Некор                                                                                    | 1697    | май 1699            | 135    | 36/34        | В 1710 году, под селом Трушкиным |                              | В апреле 1702 года переведён из Воронежа к устью. |
| «Барабан» («Трумель»)              | Воярина Фёдора Петровича Шереметева                                                               | Воронежская       | Датчанин Корнелис Серейсон                                                                               | 1697    | май 1699            | 135    | 36           | В 1710 году, под селом Трушкиным | «Не потребен без грому»      | В апреле 1702 года переведён из Воронежа к устью. |
| «Три рюмки»                        | Воярина Тихона Никитича Стрешена                                                                  | Воронежская       | Датчанин капитан Петерсон и Ян Эдрек                                                                     | 1697    | май 1699            | 135    | 36/26        | В 1710 году, под селом Трушкиным | «Держите во всех делах меру» | В апреле 1702 года переведён из Воронежа к устью. |
| «Стул»                             | Петра Ивановича Хованского                                                                        | Воронежская       | Голландец Клас Бакар. Переделывал голландский мастер Интедоус.                                           | 1697    | май 1699            | 135    | 36           | В 1710 году, под селом Трушкиным |                              | В апреле 1702 года переведён из Воронежа к устью. |
| «Весы»                             | Василья Фёдоровича Салтыкова                                                                      | Воронежская       | Голландец Дирик Фейвес. Переделывал Ян Терилий.                                                          | 1697    | май 1699            |        | 6            | В 1710 году, под селом Трушкиным | «Держите во всех делах меру» | В апреле 1702 года переведён из Воронежа к устью. Корабль был сделан провиантским. |
| «Ёж»                               | Князя Якова Фёдоровича Долгорукова                                                                | Коротоякская      | |         |                     | 150    | 40           |                                  | «Лестию и рукою»             | В 1704 году корабль ходил из Таганрога в урочище Берды за солью. 20 мая 1709 года Петра I распорядился сохранить корабль «Ёж» до тех пор, пока не потребуется ремонт. В сентябре 1710 года корабль ходил за солью в урочище Берды под командованием капитана Нанина. |
|                                    | Стольника князя Василия Долгорукова                                                               | Воронежская верфь | Датчанин Ян Янсен, Ясман. Переделывал англичанин Ян Терплий                                              |         | 1697                |        | 6            | 1710                             |                              | Корабль заложен в мае 1697 года. В 1701 году сделан провиантским кораблём. 23 марта 1703 был переведён из Воронежа в устье реки Воронеж. Разобран в 1710 году недалеко от села Трушкино. |
|                                    | Окольничего Семёна Фёдоровича Толочанова                                                          | Воронежская верфь | Голландец Клас Бокар. Переделывал голландец Интедоус.                                                    |         | 1697                |        | 6            | 1710                             |                              | Корабль заложен в мае 1697 года. В 1701 году сделан провиантским кораблём. 23 марта 1703 был переведён из Воронежа в устье реки Воронеж. Разобран в 1710 году недалеко от села Трушкино. |
|                                    | Стольника Петра Зыкова                                                                            | Воронежская верфь | Голландец Питер Гоор. Переделывал голландец Дирик Фейкес.                                                |         | 1697                |        | 6            | 1710                             |                              | Корабль заложен в мае 1697 года в Воронеже. В 1701 году сделан провиантским кораблём. 23 марта 1703 был переведён из Воронежа в устье реки Воронеж. Разобран в 1710 году недалеко от села Трушкино. |
|                                    | Новодивического монастыря                                                                         | Воронежская верфь | Голландец Ян Мартисен с помощниками Давидом Рыца и Францем Тикерманом. Переделывал голландец Ян Тирилий. |         | 1697                |        | 6            | 1710                             |                              | Корабль заложен в мае 1697 года в Воронеже. В 1701 году сделан провиантским кораблём. 23 марта 1703 был переведён из Воронежа в устье реки Воронеж. Разобран в 1710 году недалеко от села Трушкино. |
|                                    | Думного дворянина Василия Семёновича Змеева                                                       | Воронежская верфь | Голландец Ян Корнилисен с помощником Францем Тикерманом. Переделывал англичанин Ден Чапман.              |         | 1697                |        | 6            | 1710                             |                              | Корабль заложен в мае 1697 года в Воронеже. В 1701 году сделан провиантским кораблём. 23 марта 1703 был переведён из Воронежа в устье реки Воронеж. Разобран в 1710 году недалеко от села Трушкино. |
|                                    | Боярина князя Михаила Алегуковича Черкаскаго                                                      | Воронежская верфь | Голландец Алферий Нанинг. Переделывал голландец Эверт Янсен.                                             |         | 1698                |        | 38           | 1710                             |                              | Корабль спущен в мае 1698 года в Воронеже. 23 марта 1703 был переведён из Воронежа в устье реки Воронеж. Разобран в 1710 году недалеко от села Трушкино. |
| «Безбоязнь»                        | Князя Бориса Алексеевича Голицына, князя Фёдора Юрьевича Ромодановского и стольника Ивана Дашкого | на Хопре          | Юрий Борвут                                                                                              |         |                     | 120    | 36           |                                  |                              | В 1699 году под командою капитана Еронимуса Меера находился в эскадре, которая сопровождала в Керчь русского посла Е. И. Украинцева. В мае корабль был переведён из Таганрога в Азов. В 1710 году он находился в доке, где от киля до нижнего баргоута отремонтирован. От баргоута до верху корабль был гнилым. |
| «Благое начало»                    | Князя Бориса Алексеевича Голицына, князя Фёдора Юрьевича Ромодановского и стольника Ивана Дашкого | на Хопре          | Юрий Борвут                                                                                              |         |                     | 115    | 36/32        |                                  |                              | В 1699 году находился в эскадре, которая сопровождала в Керч русского посла Е. И. Украинцева. На его борту находился вице-адмирал К.Крюйс. Осенью того же года корабль был переведён из Таганрога в Азов. В августе 1703 года посещал Керчь под видом торгового судна под командованием капитана Питера Лоббика для установления торговых отношений с Османской империей. В 17919 году находился в Таганроге, был осмотрен и признан к ремонту непригодным. В этом же году корабль был разобран.                                                                                   |
| «Соединение» («Уния», «Ейнихкейт») | Князя Бориса Алексеевича Голицына, князя Фёдора Юрьевича Ромодановского и стольника Ивана Дашкого | на Хопре          | Юрий Борвут                                                                                              |         |                     | 110    | 30           |                                  |                              | В 1699 году корабль под командованием капитана Ивана Бекгама ходил с эскадрой в Керчь (см. Керченский поход). Осенью того же года он был переведён из Таганрога в Азов. В 1704 году был подготовлен для похода в Стамбул. 20 мая 1709 года Пётр I считал, что этот корабль «негоден», но так как он отремонтирован, то должен сохраняться. 25 июня 1709 года на корабле «Соединение» собирался военный суд над двумя капитанами и поручиком за растрату государственных припасов. В 1711 году находился под командованием капитана Самсона в составе эскадры вице-адмирала Крюйса. |

## Государственное строительство

### Линейные корабли Азовского флота (1700—1711)
| Наименование        | Верфь             | Корабельный мастер                      | Заложен | Спущен на воду | Число орудий | Вывод из строя | История службы                                   |
| ------------------- | ----------------- | --------------------------------------- | ------- | -------------- | ------------ | -------------- | ------------------------------------------------ |
| Гото Предестинация  | Воронежская верфь | Пётр I (Ф. М. Скляев и Л. А. Верещагин) | 1698    | 1700           | 58           |                | В 1711 году в Стамбуле продан Османской империи. |
| Черепаха (Шхельпот) |                   |                                         |         | 1700           | 58           |                |                                                  |
| Святой Георгий      |                   |                                         |         | 1701           | 66           |                |                                                  |
| Воронеж             |                   |                                         |         | 1703           | 62           |                |                                                  |
| Дельфин,            |                   |                                         |         | 1703           | 62           |                |                                                  |
| Вингельгак          |                   |                                         |         | 1703           | 62           |                |                                                  |
| Старый дуб          |                   |                                         |         | 1705           | 70           |                |                                                  |
| Аист                |                   |                                         |         | 1706           | 64           |                |                                                  |
| Шпага (Деген)       |                   |                                         |         | 1709           | 60           |                |                                                  |
| Сулица (Ланц)       |                   |                                         |         | 1709           | 60           |                |                                                  |
| Цвет войны          |                   |                                         |         | 1709           | 60           |                |                                                  |
| Старый орёл         |                   |                                         |         |                | 80           |                |                                                  |
| Спящий лев          |                   |                                         |         | 1709           | 70           |                |                                                  |
| Ластка              |                   |                                         |         | 1709           | 54           |                |                                                  |

### Яхты
| Наименование     | Верфь       | Корабельный мастер    | Общее число орудий | История |
| ---------------- | ----------- | --------------------- | ------------------ | --- |
| Святая Наталия   | Воронежская | Голландец Выбе Геренц | 8                  | В 1702 году яхта была переведена в Азов; существуют сведения, что в 1704 году яхта также была в Азове       |
| Святая Екатерина | Воронежская | Голландец Выбе Геренц | 8                  | В 1702 году яхта была переведена в Азов; существуют сведения, что в 1704 году яхта была в Таганроге.        |
| Либе             |             | Пётр I                |                    | В 1702 году яхта была через Москву доставлена в Санкт-Петербург, где была поставлена перед дворцом Петра I. |

## Сравнение Турецкого флота и Русского флота
В 1704 году Пётр I составил список кораблей турецкого флота и русских кораблей, которые можно было бы им противопоставить. 58-пушечный корабль «Гото Предестинация» указан в нём напротив турецкого 48-пушечного корабля «Агмет-Карваз»
| Имена               | Пушки | Калибр (фунты) | Люди | Русские корабли |
| ------------------- | ----- | -------------- | ---- | --------------- |
| «Новой»             | 114   | 54             | 1200 |                 |
| Мезоморт            | 108   | 54             | 1000 |                 |
| «Биук-Риала»        | 110   | 54             | 800  |                 |
| «Капитания старая»  | 80    | 70             | 600  |                 |
| «Хатэн Битула»      | 80    | 70             | 600  |                 |
| «Колозли»           | 80    | 70             | 550  | «Орёл»          |
| «Ески-риала»        | 74    | 66             | 550  | «Лес»           |
| «Гиор-Али»          | 74    | 66             | 550  | «Дуб»           |
| «Ески-марабут»      | 70    | 62             | 500  | «Самсон»        |
| «Сики-биук»         | 70    | 62             | 500  | «Георгий»       |
| «Киор-Али»          | 70    | 62             | 500  | «Викелгак»      |
| «Джанум-хача»       | 70    | 62             | 500  | «Дельфин»       |
| «Сул-Аии»           | 70    | 62             | 500  | «Наевы»         |
| «Дели-балта»        | 70    | 62             | 500  | «Наевы»         |
| «Барам капитан»     | 70    | 62             | 500  |                 |
| «Фонтана»           | 66    | 60             | 450  |                 |
| «Сикал-дериси»      | 66    | 60             | 450  |                 |
| «Ески-патрона»      | 66    | 60             | 450  |                 |
| «Рамодан-капитан»   | 56    | 50             | 350  | «Шпага»         |
| «Марабут»           | 54    | 48             | 300  | «Воронеж»       |
| «Футиа»             | 56    | 50             | 350  | «Сулица»        |
| «Агмет-Карваз»      | 54    | 18             | 300  | «Предестинация» |
| «Целеби»            | 54    | 48             | 300  | «Ластка»        |
| «Маратгос-Сулейман» | 54    | 48             | 300  |                 |

## Использованная литература и источники
1. ↑  Пульвер Е. А., Пульвер Ю. А. Воронежская мозаика. — Воронеж: Центрально-Чернозёмное издательство, 1983. — 207 с.
2. ↑   Гото Предестинация // //Большая Российская Энциклопедия. — М.: "Большая Российская Энциклопедия", 2007. — С. 552 стр.. — 767 с (в 30 т.) с. — ISBN 978-5-85270-337-8 (т. 7), 5-85270-3206.
3. ↑   Елагин С. И. История русского флота. Период Азовский = (печатается по ксерокопии издания 1864 года). — Воронеж: Центр.-Чернозём. кн, 1997. — 533с. с. — ISBN 5-7458-0633-8.
4. 1 2  В. И. Расторгуев. Воронеж — родина первого Адмиралтейства. — Воронеж: Изд-во Воронежского государственного университета, 2007. — 533 с.
5. ↑  В литературе также встречается русифицированный вариант имени обер-коменданта Роман Брюс: Мемуары Питера Генри Брюса Архивная копия от 7 августа 2009 на Wayback Machine